# نیشی‌نومیا، هیوگو
نیشی‌نومیا در استان هیوگو در کشور ژاپن واقع شده‌است که دارای جمعیت ۴۷۷٬۰۵۶ نفر و مساحت ۹۹٫۹۶ کیلومتر مربع با تراکم جمعیت ۴٬۷۷۲ نفر در کیلومترمربع است و در تاریخ ۱ آوریل ۱۹۲۵ به عنوان شهر شناخته شد.

## نگارخانه

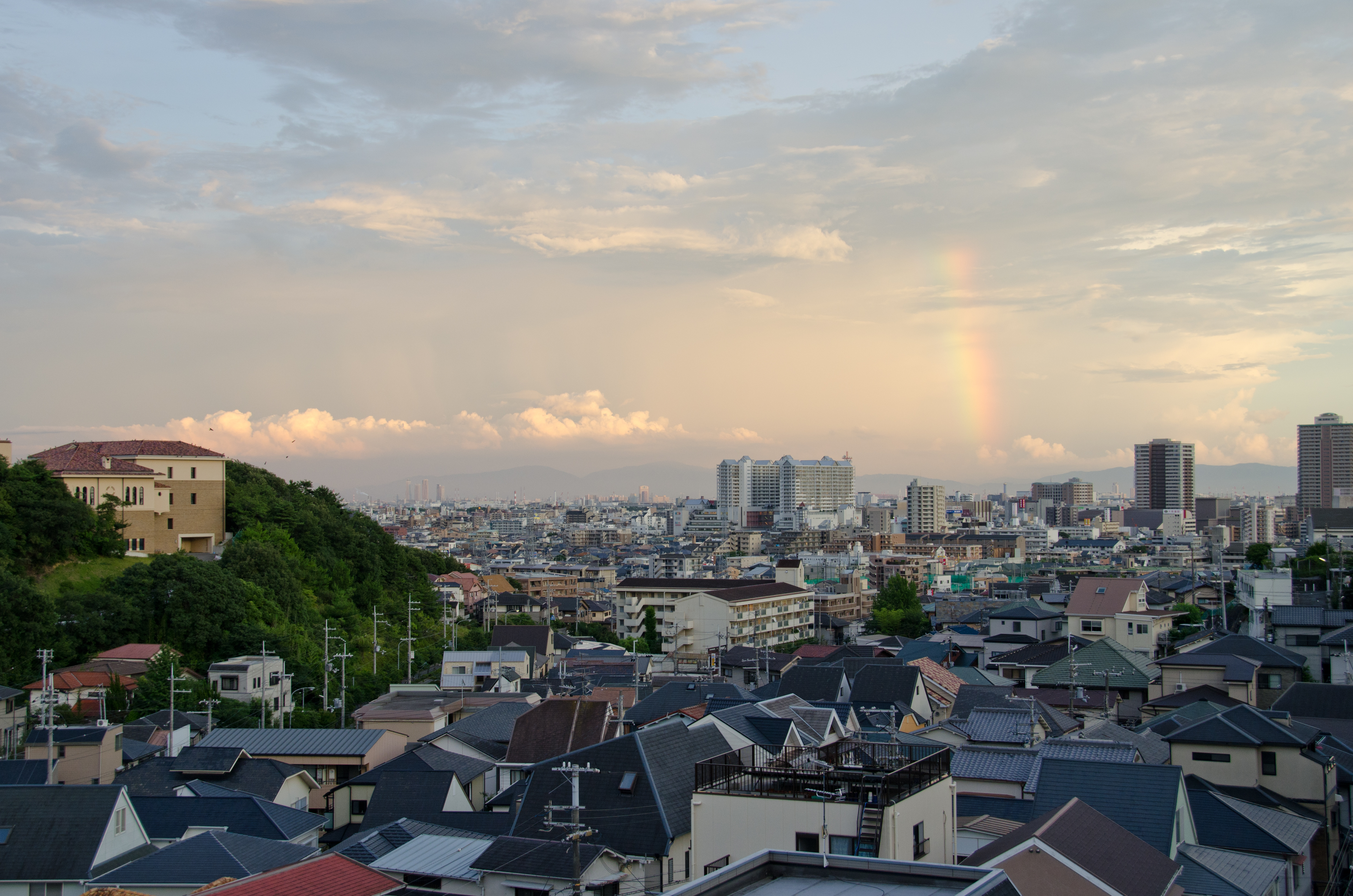